# Rosenstolz
Розенштолц (  — „понос руже”) био је немачки музички дуо из Берлина.

## Чланови
Ана Р. (Андреа Натали Нојенхофен, рођ. Розенбаум) је рођена 1969. године у Берлину. Покушавала је да се опроба као певачица још у доба Источне Немачке. Међутим, увек су је одвраћали од те помисли. Радила је као хемијски лаборант и од плате је себи плаћала часове певања. После тога је уследио пад Берлинског зида.
Петер Плате је рођен 1967. у Њу Делхију. Након одслужења војног рока и студија социјалне педагогије одлучио је да оде за Берлин и то без неког правог циља али са жељом да се бави музиком.

## Историја
Први концерт Розенштолца одржан је у октобру 1991. У галерији Белеву у Берлину, и са једва 30 посетилаца, од којих је половина чинила њихове пријатеље није представљао нарочити успех. У очима Петера било је то ужасно разочарење. Наиме, Ана је имала идеју да се за сваку песму другачије обуче. Само што је заборавила да пресвлачење изискује мало времена, па је тако срамежљиви Петер између две песме стајао за својом клавијатуром чекајући диву, док је публика скандирала. „То је била стварно траума“, каже данас Петер. 
Међутим, Розенштолц није одустајао и после неколико концерата чули су их некадашњи продуценти Нине Хаген и Тома Милера и понудили им да издају албум. Деби-албум „Soubrette werde ich nie“ (Никада нећу бити сопранисткиња) појавио се крајем 1992. Ана и Петер су поносни на њега али је албум претрпео фијаско, иако је садржао песме које су на исти калуп као и неке њихове садашње култне песме, нпр. „Königin“ (Краљица) или „Schlampenfieber“ (Грозница кучки).
Писали су нове песме, одржавали концерте и изван Берлина и могли су да живе са 500 марака које им је продуцент давао из свог новчаника. У фебруару 1993. тадашња малобројна публика није имала више негативан став према Розенштолцу и број посетилаца на концертима је растао са бројем продатих албума.
Са насловном песмом другог албума „Nur einmal noch“ (Само још једном), који се појавио 1994. године, били су први на радио-листама у Берлину. Од уштеђевина су снимали скупе видео-спотове али их ниједна станица није пуштала. Међутим, турнеје су биле све дуже, клубови већи а бенд одавно већ није бројао само два члана. 1995. резервисали су Метропол у Берлину што је био храбар корак. 1000 карата је било толико брзо распродато да су морали да ураде још један концерт.
Интересовање великих дискографских кућа пробудило се тек годину дана касније када је изашао албум „Mittwoch ist er fällig" (Средом није сасвим свој). Тако је Розенштолц прешао у другу дискографску кућу, што је била добра одлука јер нико друго не би прогурао тако добро Розенштолц као што је Тим Ренер, тадашњи шеф компаније Универзал. 
1998. година била је проблематична: Требало је да учествују на такмичењу за немачког представника на Евровизији. Са изговором да то уопште није њихова сфера интересовања, пробали су Ана и Петер да се извуку одатле. Ипак су наступили са песмом „Herzensschöner“ (Пожуда срца) и завршили као други иза Гилда Хорна.
Преко 10 година радили су без прекида како на турнејама тако и у студију, када су одлучили да направе паузу 2005. фебруара 2006. враћају се албумом „Das große Leben "(Велики живот). Од априла кренула је нова турнеја која у јесен у облику ДВД-ја била достуна фановима. Розенштолц је био на врхунцу своје славе: Албум „Das große Leben" је годину дана био на листи најслушанијих албума и то чак 40 недеља у првих 10. Међутим, као да се тамни облак надвио над судбином овог дуа: изненадна смрт мајке Улфа Сомера, животног сапутника Петера Платеа, била је ненадокнадиви губитак. Она не само да је била њихов дугогодишњи ослонац већ и врло близак пријатељ. Под овим тужним околностима, рад на новом албуму значио је и опроштај од бучних и јаких ефеката. И у тексту и у музици доминирају теме смрти, губитка и поверења. Албум „Die Suche geht weiter" (Потрага иде даље) објављен је крајем септембра 2008. 
Сингл са тог албума „Gib mir Sonne" (Врати ми сунце) је њихова прва песма која је икада била на врху немачких музичких листи. Мало мање успешни, али свакако запажени, пратили су га синглови „Blaue Flecken" (Модрице) и „Wie weit ist vorbei?" (Колико далеко је прошлост?). Болест Петера Платеса током турнеје „Die Suche geht weiter" приморала је бенд на паузу. Певачу и композитору песама дијагностикофан је синдром изгарања.
Дана 20. децембра 2012. године објављено је да су се Ана Р. и Петер Плате разишли на неодређено време. Ана Р. тренутно је део новог бенда под називом Gleis 8. 

## Стил
Многи не би знали у коју врсту музике да сврстају Розенштолц. Неки би њихову музику назвали једноставно шлагерима, други сматрају овај култни бенд гласницима хомосексуалности. По њиховој сопственој дефиницији, Розенштолц је поп група, где поп музика ужива у слободи и меша се са свим правцима, било да је то класика, рок или r'n'b. 
Што се хомосексуалности тиче, Петер Плате се још од своје 19. године декларише као хомосексуалац и већ 10 година живи са својим партнером (и продуцентом) Улфом Сомером. Ана је „сасвим обична девојка“ и удата је за свог супруга од 2002. Розенштолц се залаже за људе оболеле од сиде и од турнеја су скупљали шестоцифрене износе као добровољни прилог. 
Из албума у албум, Розенштолц бележи све веће успехе. Добијају све већи број признања и награда. Све већи број фанова, успешне турнеје и пласмани албума у првих десет на музичким листама показују да су напорним радом и љубављу према музици успели да се устоличе на немачком тржишту. Само на завршном концерту на турнеји „Macht Liebe“ (Водите љубав) 2003. године после 27 распродатих концерата нашло се 17 000 људи у Open-Air арени да заједно са Розенштолцом уживо доживе део фантастичног осећаја живота.
Албумом „Herz“ (Срце), објављеним 2004. године, овај берлински дуо је учврстио свој статус на немачкој музичкој сцени и убедили критичаре и фанове својим јаким и изразитим песмама и текстовима.

## Дискографија
- 1992. Soubrette werd' ich nie - Никада нећу бити сопранисткиња
- 1994. Nur einmal noch - Још само једном
- 1995. Mittwoch is’ er fällig - Средом није сасвим свој
- 1996. Objekt der Begierde - Предмет пожуде
- 1997. Die Schlampen sind müde - Кучке су уморне
- 1999. Zucker - Шећер
- 2000. Kassengift - Неупотребљива роба
- 2002. Macht Liebe - Водите љубав
- 2004.  Herz - Срце
- 2006. Das große Leben - Велики живот
- 2008. Die Suche geht weiter - Потрага иде даље
- 2011. Wir sind am Leben - Живи смо